# Turzyca skąpokwiatowa
Turzyca skąpokwiatowa (Carex pauciflora L.) – gatunek rośliny z rodziny ciborowatych.

## Rozmieszczenie geograficzne
Występuje na północy Europy oraz w górach Europy Środkowej. W Polsce występuje w północnej części kraju (Pojezierze Pomorskie, Warmia i Mazury) oraz w Karpatach i Sudetach, wraz z przylegająca do nich krainą Południowopolsko-Łużycką i wszędzie jest rzadki. W Karpatach stwierdzono występowanie na ok. 30 stanowiskach w Beskidzie Żywieckim, Działach Orawskich, Kotlinie Orawsko-Nowotarskiej, Gorcach, Bieszczadach i Tatrach. Stanowiska w Tatrach i na Podtatrzu: nad brzegami Wielkiego Stawu Polskiego, Morskiego Oka, Wyżniego Toporowego Stawu, Czarnego Stawu Polskiego, w Dolinie Pańszczycy, na Polanie Biały Potok, Molkówce, Ornaku, w Wyżniej Dolinie Chochołowskiej i w Dolinie Pięciu Stawów Polskich (Wolarczysko i Stare Solnisko).

## Morfologia

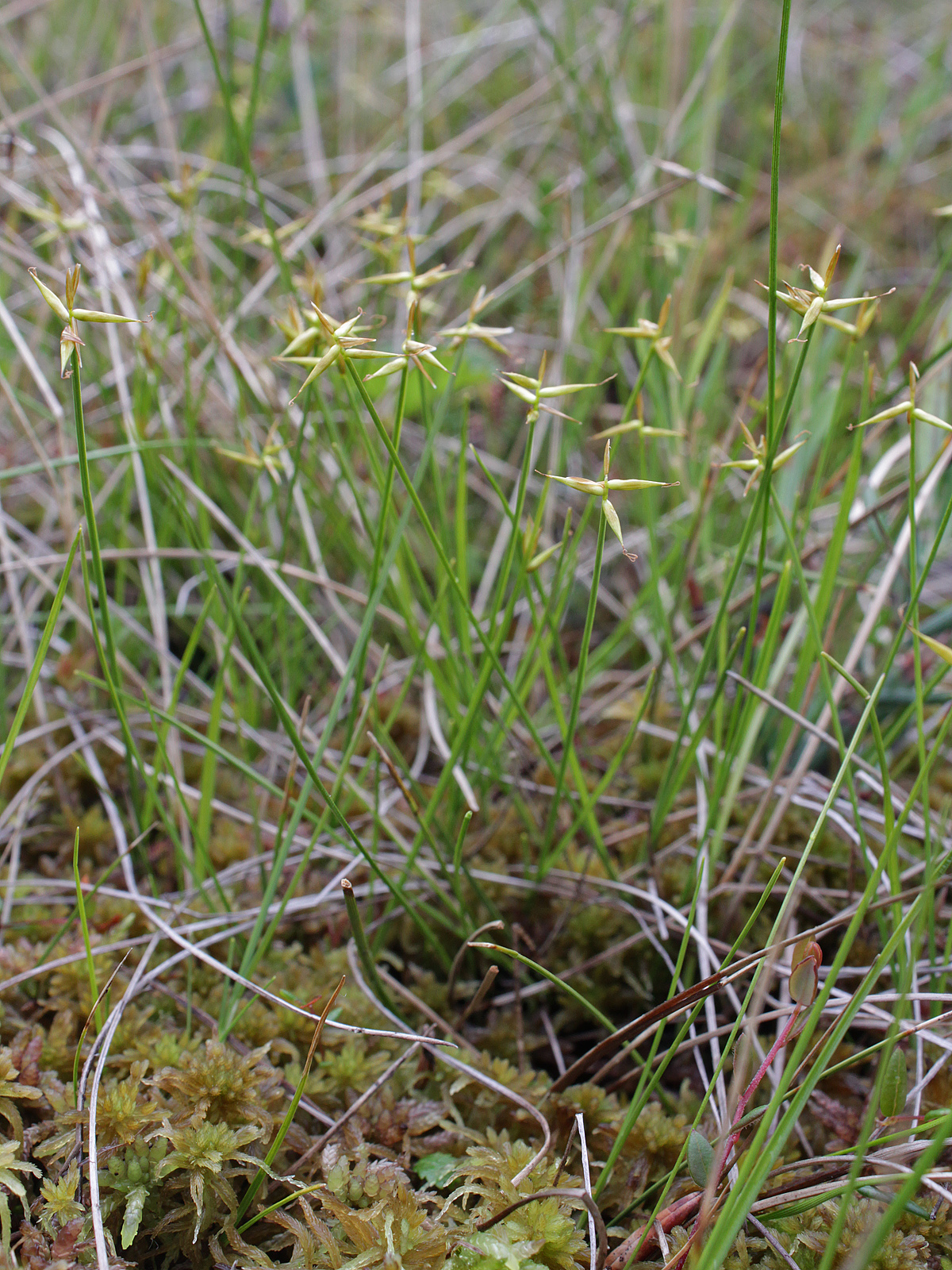
Pokrój

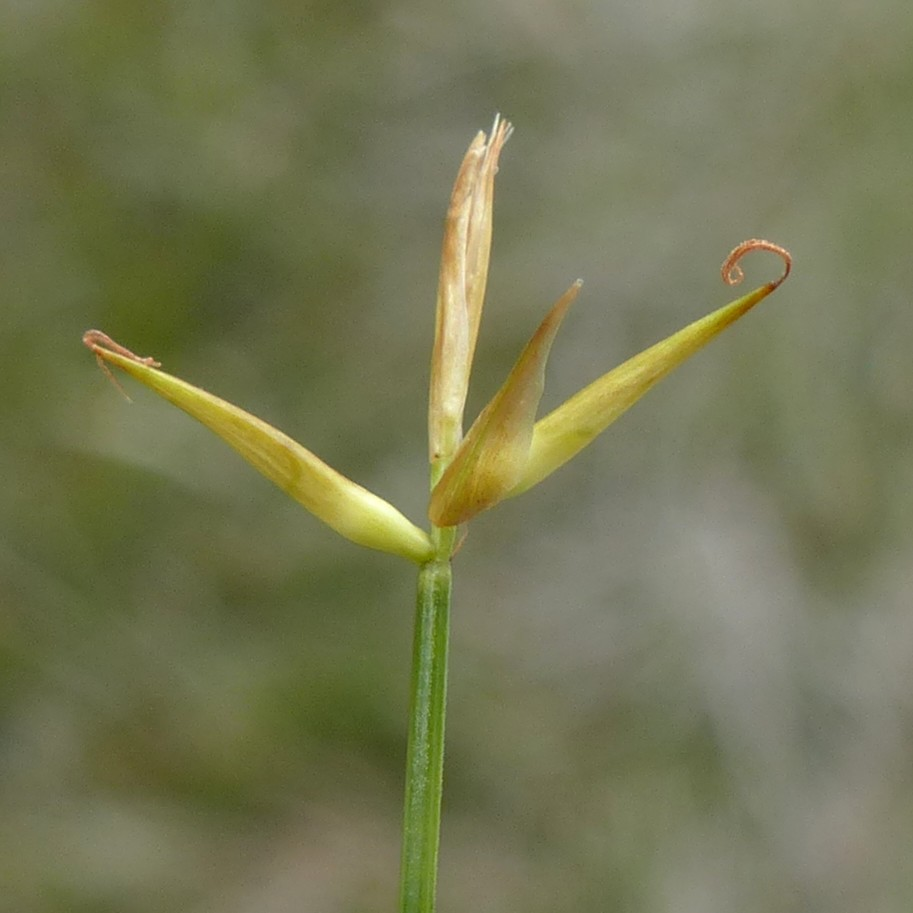
Kwiatostan

PokrójRoślina trwała, wysokości 5–20 cm, z nadziemnymi rozłogami.
ŁodygaWzniesiona, u podstawy ulistniona, gładka, tępo trójkanciasta. Wyrasta z cienkiego kłącza.
LiściePochwy liściowe brązowe. Blaszki liściowe do 1 mm szerokości, równowąskie, słabo rynienkowate. Przysadki kwiatów żeńskich odpadają dość wcześnie, Podsadek brak.
KwiatyRoślina jednopienna. Kwiatostan stanowi jedyny kłos szczytowy długości 0,5–1 cm, u góry z 1–3 kwiatami męskimi, u dołu z 2– żeńskimi. Przysadki jajowate lub wydłużone, jasnobrązowe, z zielonym grzbietem i białymi brzegami, szybko odpadające. Pęcherzyki dłuższe od przysadek, po dojrzeniu słomiastożółte, długości 6–7 mm, z dzióbkiem, zaostrzone, gładkie. Słupek z trzema znamionami.

## Biologia i ekologia
Bylina, geofit. Kwitnie od maja do czerwca. Siedlisko: wilgotne wrzosowiska, torfowiska przejściowe i wysokie. Występuje na kwaśnych, ubogich glebach torfowych. Gatunek charakterystyczny dla związku (All.) Sphagnetalia magellanici i Ass. Eriophoro-Trichophoretum caespitosi. Liczba chromosomów 2n= 76.

## Zagrożenia i ochrona
Według Czerwonej listy roślin i grzybów Polski (2006) gatunek narażony na wymarcie (kategoria zagrożenia V). W wydaniu z 2016 roku otrzymał kategorię EN (zagrożony).
Umieszczony w Polskiej czerwonej księdze roślin w kategorii EN (zagrożony).